# Mikheil Gelovani
Pour les articles homonymes, voir Gelovani (homonymie).
Mikheil Gelovani (en géorgien : მიხეილ გელოვანი, russifié en Михаи́л Гео́ргиевич Гелова́ни , Mikhail Georgievich Gelovani), né le 25 décembre 1893 (6 janvier 1894 dans le calendrier grégorien) et mort le 21 décembre 1956 , est un acteur géorgien-soviétique, connu pour ses nombreuses interprétations de Joseph Staline au cinéma,.

## Biographie
Mikheil Gelovani est issu de l'illustre famille Gelovani, famille princière de Géorgie. Il nait dans le village de Lasuria du Gouvernement de Koutaïssi, alors sous Empire russe, aujourd'hui en Géorgie. Très tôt, il chante à l'église en tant qu'enfant de chœur. Passionné de spectacle, en hiver 1913, il participe à plusieurs représentations de la troupe du théâtre de Koutaïssi (aujourd'hui Théâtre Lado Meskhichvili). En 1919-1920, il suit une formation dans le studio d'art dramatique de Georgy Djabadari à Tiflis. Sa carrière d'artiste commence en 1924 à la société de production cinématographique Goskinoprom de Géorgie, dans le film Trois vies d'Ivan Perestiani. Il signe également quatre films en tant que réalisateur à Armenfilm entre 1928 et 1931. Il incarne Joseph Staline pour la première fois au théâtre, dans D'une étincelle... dans la mise en scène de Shalva Dadiani en 1937, puis, au cinéma dans La Grande lueur de Mikhaïl Tchiaoureli. Désormais c'est le seul rôle qu'il est appelé à jouer,. Par la suite, quand le culte de la personnalité sera dénoncé par Nikita Khrouchtchev au XXe congrès du Parti communiste de l'Union soviétique, en 1956, une bonne partie de séquences d'apparition de Gelovani seront supprimées des films. Les Lumières de Bakou (Огни Баку), œuvre d'Iossif Kheifitz et Alexandre Zarkhi sera censuré à deux reprises, pour en retirer les séquences montrant Lavrenti Beria en 1958, et celles avec Joseph Staline en 1968, mais finalement ne sortira pas sur le grand écran. Sa dernière apparition sous les traits de Staline en 1953, dans Les Rafales hostiles de Mikhaïl Kalatozov sera également supprimée. Parallèlement, Gelovani joue sur scène du Théâtre national Roustavéli (1936-1939). Il s'installe à Moscou et devient acteur du Théâtre d'art (1942-1948) et du Théâtre national d'acteur de cinéma (1954-1956).
L'artiste décède d'une crise cardiaque à Moscou le 21 décembre 1956. Il est inhumé au cimetière de Novodevitchi.

## Distinctions
- 1939 : Ordre du Drapeau rouge du Travail pour le rôle de Staline dans les films Maxime à Vyborg de Grigori Kozintsev et Leonid Trauberg et L'Homme au fusil de Sergueï Ioutkevitch (1938)
- 1941 : prix Staline pour le rôle dans le film La Grande lueur (Великое зарево, 1938) de Mikhaïl Tchiaoureli
- 1942 : prix Staline pour le rôle dans le film La Défense de Tsaritsyne des frères Vassiliev
- 1947 : prix Staline pour le rôle dans le film Pitsi (en) de Mikhaïl Tchiaoureli (1946)
- 1950 : prix Staline pour le rôle dans le film La Chute de Berlin de Mikhaïl Tchiaoureli (1949)
- 1950 : Artiste du peuple de l'URSS

## Filmographie

### Comme acteur
- 1924 : Three Lives (en)
- 1925 : Rider from the Wild West
- 1926 : The Ninth Wave
- 1927 : Two Hunters
- 1927 : Evil Spirit
- 1931 : Out of the Way!
- 1934 : Good-bye (Au revoir - До скорого свидания!) de Gueorgui Makarov
- 1934 : The Last Masquerade (La Dernière Mascarade - Последний маскарад) de Mikhaïl Tchiaoureli
- 1937 : The Return of Maxim
- 1937 : Orange Valley
- 1938 : L'Homme au fusil (Человек с ружьем) de Sergueï Ioutkevitch
- 1938 : The Great Dawn (en) (La Grande Lueur - Великое зарево) de Mikhaïl Tchiaoureli
- 1938 : Maxime à Vyborg (Выборгская сторона) de Grigori Kozintsev et Leonid Trauberg
- 1939 : Lénine en 1918 (Ленин в 1918 году) de Mikhail Romm (scènes supprimées)
- 1940 : Les Sibériens (Сибиряки) de Lev Koulechov : Staline
- 1941 : Valeri Tchkalov (Валерий Чкалов) de Mikhaïl Kalatozov
- 1942 : The Defense of Tsaritsyn des frères Vassiliev : Staline
- 1946 : Pitsi (en) (Клятва) de Mikhaïl Tchiaoureli (interdit)
- 1949 : La Chute de Berlin (Падение Берлина) : Staline (interdit)
- 1953 : Les Lumières de Bakou (Огни Баку) de Iossif Kheifitz, Rza Tahmasib et Aleksandr Zarkhi (scènes supprimées)
- 1952 : Les Mineurs du Donets de Leonid Loukov
- 1952 : L'Inoubliable 1919 (Незабываемый 1919 год) de Mikhaïl Tchiaoureli : Staline (interdit)
- 1953 : Jambyl Jabayev de Efim Dzigan
- 1956 : Les Tourbillons hostiles (Вихри враждебные) de Mikhaïl Kalatozov (scènes supprimées)

### Comme réalisateur
- 1927 : Evil Spirit
- 1929 : Youth Wins
- 1931 : Deed of Valour
- 1931 : True Caucasian